# K.u.k. Polizeiwachkorps

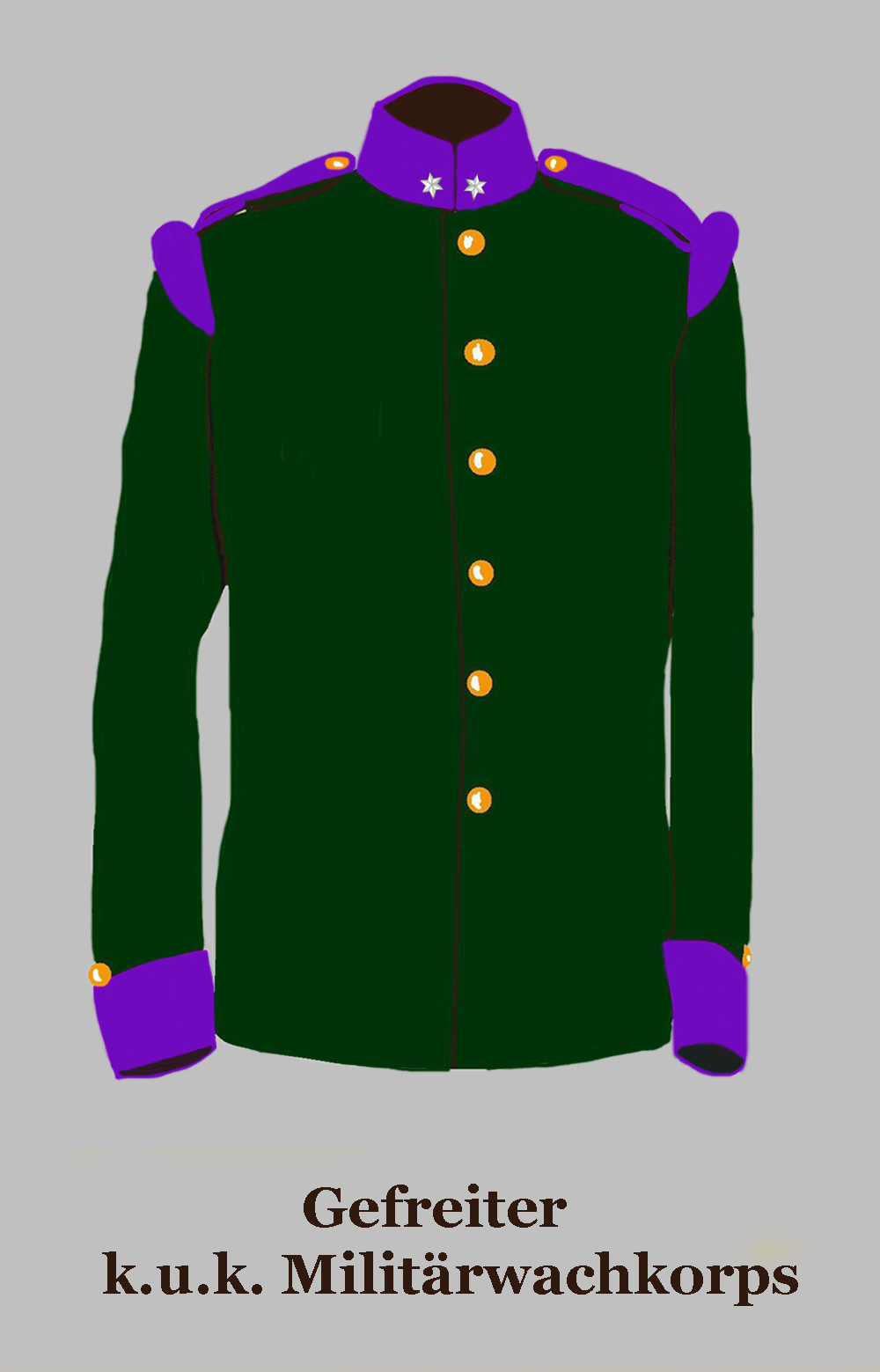
Gefreiter des Militärwachkorps

Die österreichisch-ungarischen  Streitkräfte verfügten über eigene Polizeiwachkorps die im Frieden aus dem Militärpolizeiwachkorps und dem Militärwachkorps für die k.k. Zivilgerichte in Wien bestanden.

## Die Militärpolizeiwachkorps
Sie waren ursprünglich aufgestellt worden, um in den größeren Städten der k.u.k. Monarchie den Sicherheitsdienst zu versehen. Die Kompetenzen lagen zu gleichen Teilen bei der k.u.k. Armee und der k.k. Landwehr.
Im Laufe des 19. Jahrhunderts wurden sie jedoch mehr und mehr verringert, sodass sie im Juli 1914 nur noch aus drei Abteilungen bestanden. Abteilungskommandant war in der Regel ein Hauptmann, die Dienstgrade der Unteroffiziere und Mannschaften lauteten: Feldwebel, Zugsführer, Korporal, Vizekorporal und Polizeisoldat.

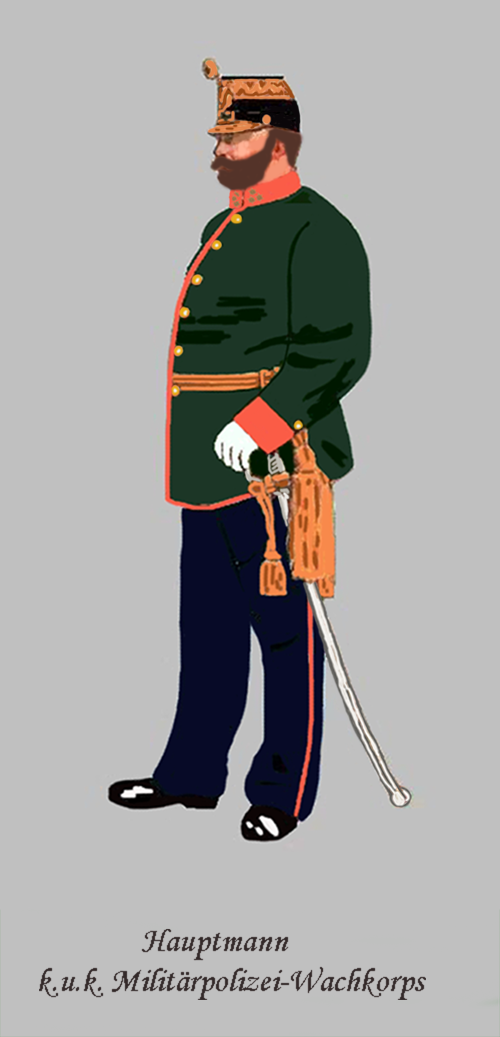
Hauptmann des Militär-Polizeiwachkorps in Paradeadjustierung

- Abteilung des Militärpolizeiwachkorps in Lemberg: Kommandant: Major Ritter Witold Dunin von Wascwicz
- Abteilung des Militärpolizeiwachkorps in Krakau: Kommandant: Hauptmann Wenzel Kalik
- Abteilung des Militärpolizeiwachkorps in Przemyśl: Kommandant: Hauptmann Gustav Skala

### Adjustierung
Die Angehörigen des Militärpolizeiwachkorps trugen den Tschako, der mit einem schwarzen Überzug versehen werden konnte, nach dem Muster der Infanterie. Für die Mannschaften gab es außerdem noch die Kappe aus dunkelgrünem Tuch in Offiziersform. Röschen und Schnur waren von gelber Wolle.
Der Waffenrock bestand aus dunkelgrünem Tuch mit glatten silberfarbenen (bis 1908 gelben) Knöpfen mit krapproter Egalisierung. Die Röcke für die Unteroffiziere und Mannschaften waren ebenfalls nach dem Muster der Infanterie gestaltet und mit Achselspangen (Schulterklappen) und Achselwülsten in Egalisierungsfarbe ausgestattet. Die verwendete Bluse war ebenfalls dunkelgrün und trug krapprote Parolis. Von gleicher Farbe waren die Passepoils auf den blaugrauen Pantalons. Als Dienstabzeichen trugen die Offiziere die Feldbinde, Unteroffiziere und Mannschaften jedoch einen halbmondförmigen Ringkragen, der aus Zinkblech gepresst und auf der polierten Vorderseite mit einer schwarz lackierten Nummer ausgestattet war.
Als Seitenwaffe führten die Unteroffiziere und Mannschaften den Infanteriesäbel mit Messingkorb, an dem ab dem Vizekorporal aufwärts ein lederner Handriemen angebracht war. Offiziere trugen gemäß Adjustierungsvorschrift den Infanterieoffizierssäbel.

## Das Militärwachkorps für die Zivilgerichte in Wien
Diesem Korps oblagen die Sicherheit und der Wachdienst bei den Wiener Zivilgerichten. Es hatte in etwa Kompaniestärke und unterstand aufgabenmäßig dem Justizministerium, disziplinar jedoch dem Kriegsministerium. Das Offizierskorps bestand aus einem Hauptmann und drei Subalternoffizieren. Die Dienstgrade der Mannschaften und Unteroffiziere lauteten: Feldwebel, Führer, Korporal, Gefreiter und Wachsoldat. Montur (Uniform) und Adjustierung entsprachen – bis auf die gelben Knöpfen – dem Militärpolizeiwachkorps, jedoch führte das Militärwachkorps als einzige Einheit der k.u.k. Armee eine violette Egalisierung.
Das Kommando befand sich in Wien IX. Bez. in der Viriotgasse 4. Kommandant war Major Wilhelm Glieher.